# Xylophanes falco
Xylophanes falco är en fjärilsart som beskrevs av Walker 1856. Xylophanes falco ingår i släktet Xylophanes och familjen svärmare. Inga underarter finns listade i Catalogue of Life.

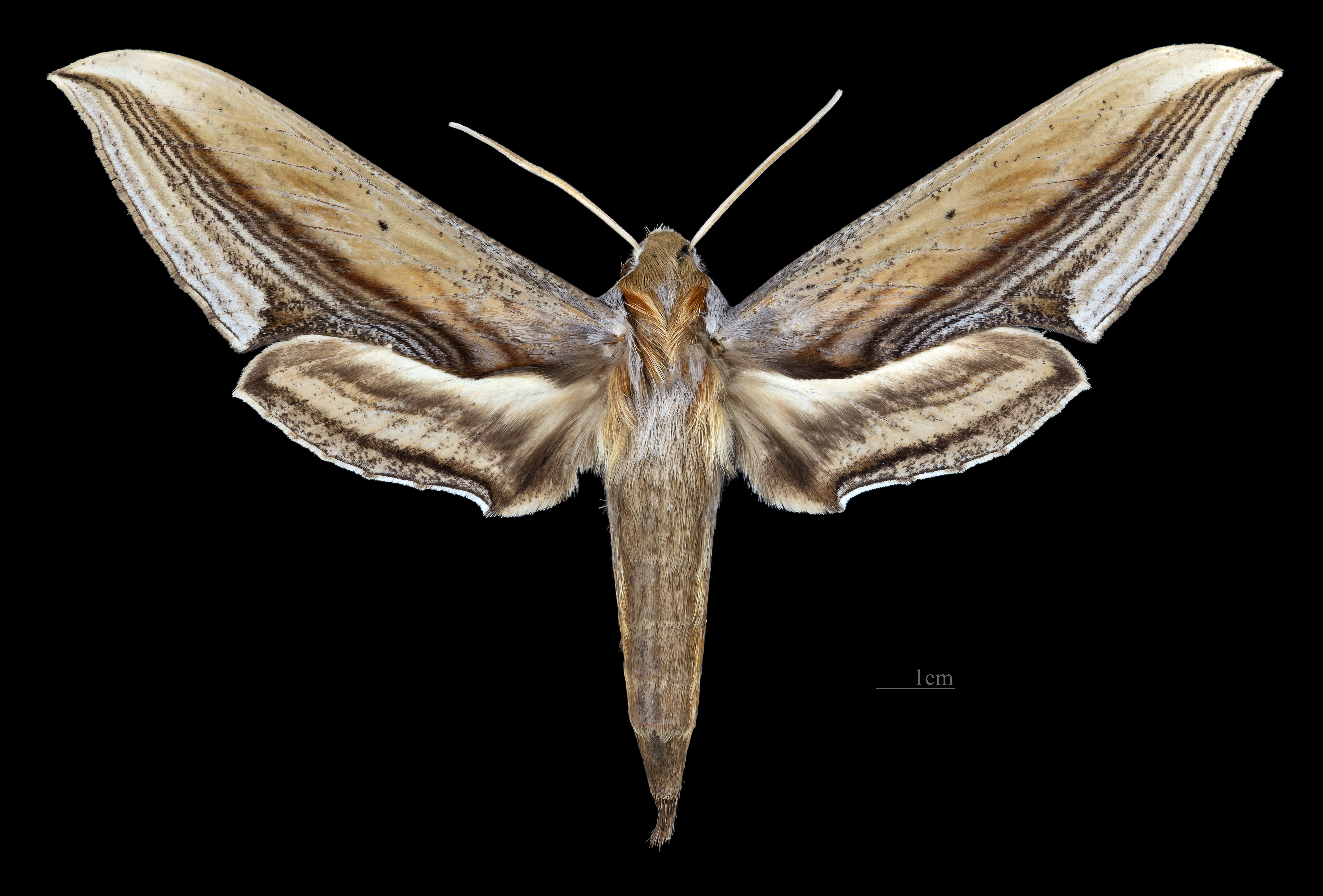
Xylophanes falco  ♀
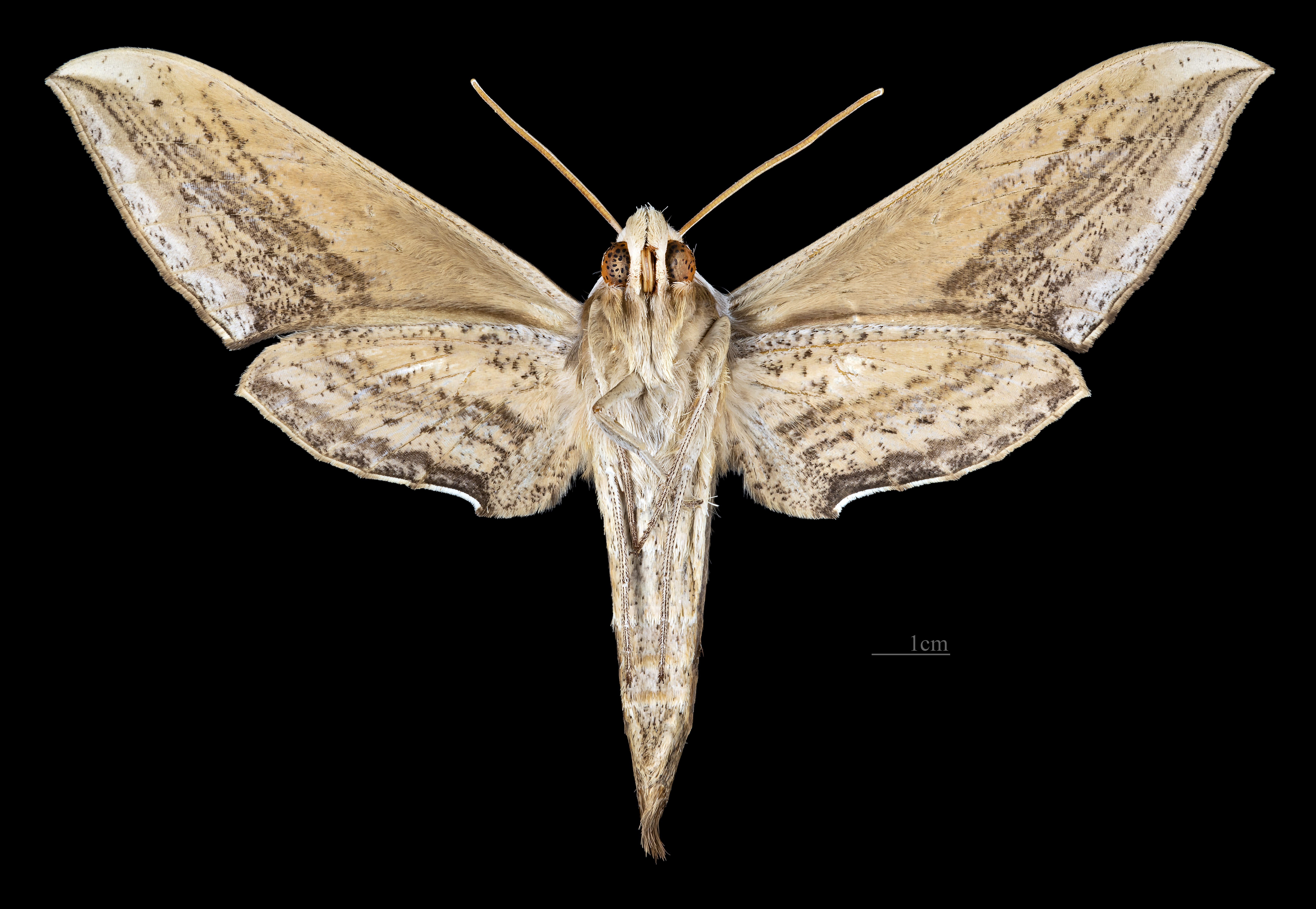
Xylophanes falco  ♀ △
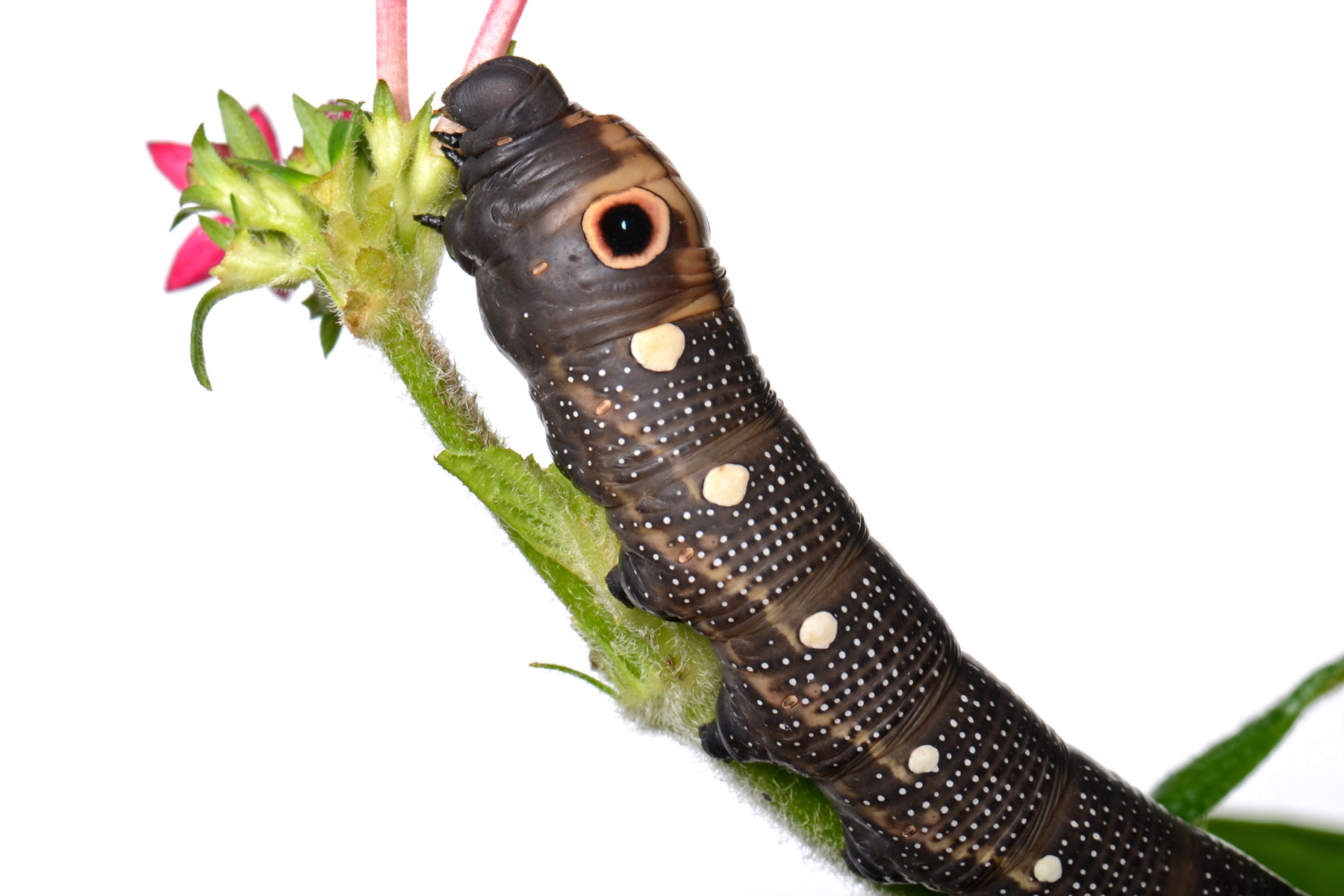
larv